# Оленовский сельский совет (Магдалиновский район)
Оленовский сельский совет (укр. Оленівська сільська рада) — входит в состав
Магдалиновского района
Днепропетровской области
Украины.
Административный центр сельского совета находится в 
с. Оленовка.

## Населённые пункты совета
- с. Оленовка